# Panorama Route

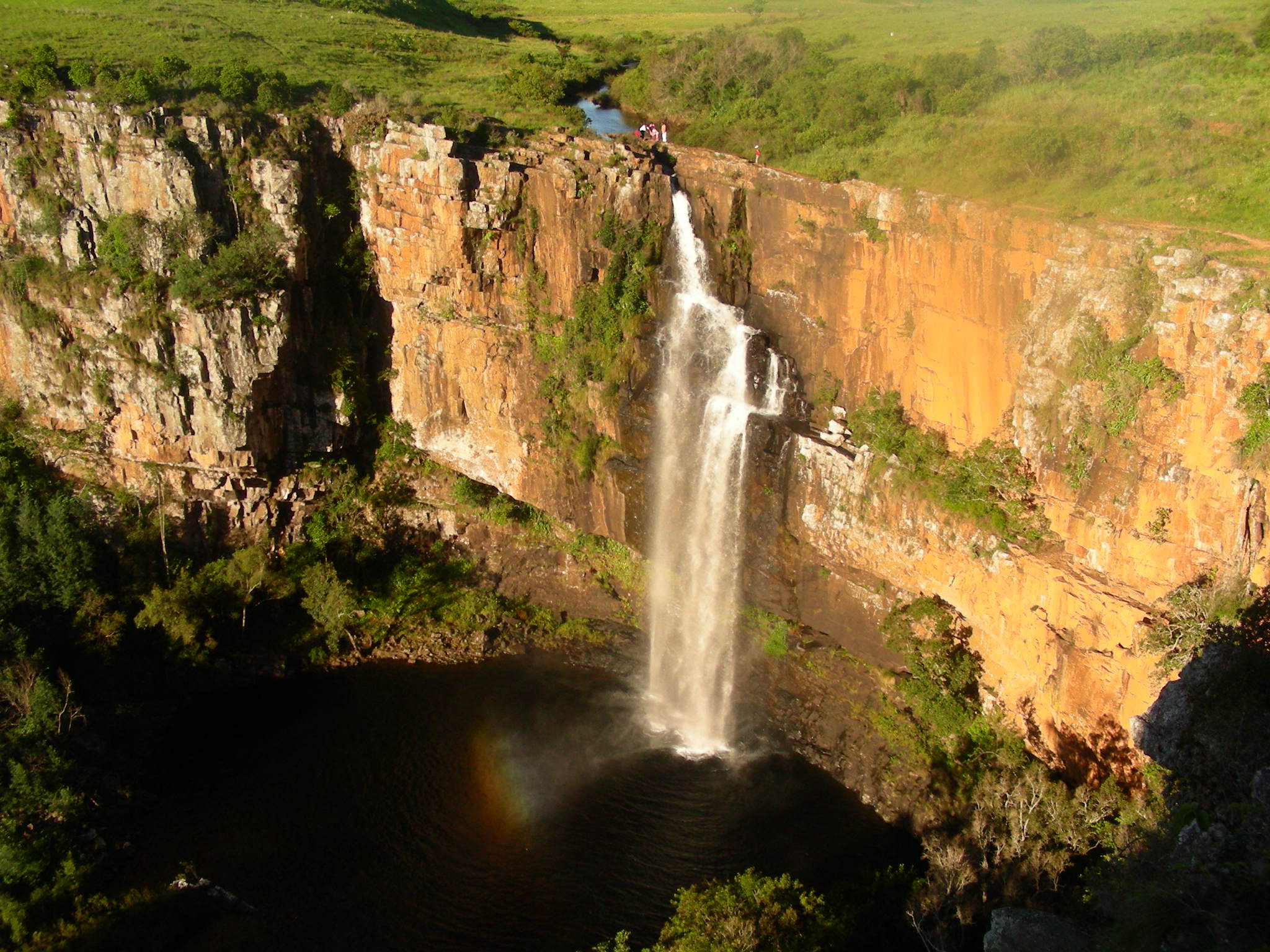
Die Berlin Falls

Die Panorama Route (deutsch: Panoramastraße) ist eine Touristenattraktion in den Transvaal-Drakensbergen in der Provinz Mpumalanga im Osten Südafrikas. Sie ist wegen der steilen Abhänge mit Aussichten weit ins Flachland des Lowveld und interessanter Felsbildungen entlang der Straße eine Region mit touristisch bedeutsamen Sehenswürdigkeiten. Die als Panorama Route bezeichnete Streckenführung verläuft auf der Regionalstraße R532 und auf einem Teilstück der R37. Das Informationszentrum für Touristen befindet sich in dem Ort Graskop.

## Landschaft entlang der Straße
Entlang dem in Nord-Süd-Richtung verlaufenden Steilhang bricht das südafrikanische Hochland (Highveld) in das bis zu 1.000 Meter tiefer gelegene Flachland (Lowveld) ab, wo sich unter anderem der Kruger-Nationalpark befindet. Die Panorama Route bietet weite Ausblicke in die Ebene, beispielsweise bei God’s Window. Zu den bekannten Canyons entlang der Strecke gehört der Blyde River Canyon, der an den bizarren Erosionsformen der Bourke’s Luck Potholes seinen Ausgang nimmt. 
Daneben entstanden durch Erosion zahlreiche Wasserfälle wie die Macmac Falls, Lisbon Falls und Berlin Falls.
Im Nahbereich der Panorama Route liegen auch die historische Goldgräberstadt Pilgrim’s Rest, die seit 1986 ein Nationaldenkmal ist, sowie die Sudwala Caves.

### Geologie
Der Steilhang ist durch dieselben geologischen Prozesse entstanden wie die gesamte Kette der Drakensberge. Zu einer starken Erosion führen die über das Lowveld aus Osten heranziehenden Regenwolken, die sich an dem Steilhang abregnen.

## Wirtschaft
Neben dem Tourismus wird das Gebiet entlang der Panorama Route vorwiegend forstwirtschaftlich (Anbau von Nadelhölzern) genutzt. Daneben gibt es zahlreiche Farmen zur Fischzucht.  